# 110 meter häck

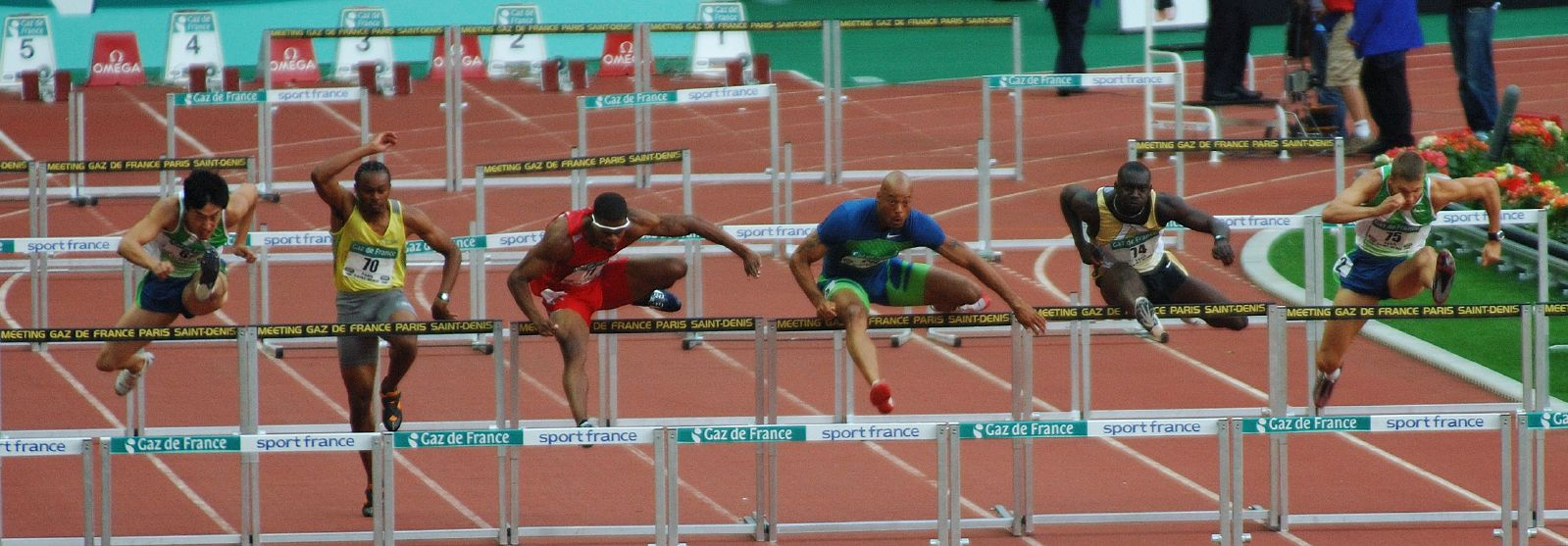
110 meter häck

110 meter häck är en friidrottsgren för herrar. Grenen består av 10 häckar som är 1,067 m höga som är utplacerade på en bana som är 110 meter lång.
Löparen ska löpa över häcken, men det gör inget om man vidrör, eller river ner häcken om man inte gör det med avsikt. Den första häcken är 15 yard (13,72 meter) från startlinjen. De 9 följande häckarna är placerade med ett mellanrum av 10 yard (9,14 meter) och från den sista häcken till mållinjen är det 15 yard och en fot (14,02 meter).
Grenen har varit olympisk sedan 1896.
De snabbaste löparna springer på ungefär 13 sekunder och världsrekordet som sattes 2012 är 12,80 sekunder och innehas av Aries Merritt från USA.
Damer springer 100 meter häck.

## Områdes- och mästerskapsrekord
Uppdaterat den 17 juli 2008
| Rekord           | Resultat (vind)             | Idrottare                       | Land                    | Datum                                               | Plats                       |
| ---------------- | --------------------------- | ------------------------------- | ----------------------- | --------------------------------------------------- | --------------------------- |
| Världsrekord     | 12,80 (+ 0,3)               | Aries Merritt                   | USA                     | 7 september 2012                                    | Brussel                     |
| Olympiskt rekord | 12,91 (+ 0,3)               | Xiang Liu                       | Folkrepubliken Kina     | 27 augusti 2004                                     | Aten                        |
| VM-rekord        | 12,91 (+ 0,5)               | Colin Jackson                   | Storbritannien          | 20 augusti 1993                                     | Stuttgart                   |
| EM-rekord        | 13,02 (+ 1,9) 13,02 (+ 1,5) | Colin Jackson                   | Storbritannien          | 22 augusti 1998 (semifinal) 22 augusti 1998 (final) | Budapest                    |
| Afrika           | 13,26 (+ 1,4)               | Shaun Bownes                    | Sydafrika               | 14 juli 2001                                        | Heusden                     |
| Asien            | 12,88 (+ 1,1)               | Xiang Lui                       | Folkrepubliken Kina     | 11 juli 2006                                        | Lausanne                    |
| Europa           | 12,91 (+ 0,5)               | Colin Jackson                   | Storbritannien ( Wales) | 20 augusti 1993                                     | Stuttgart                   |
| Nordamerika      | 12,80 (+ 0,3)               | Aries Merritt                   | USA                     | 7 september 2012                                    | Brussel                     |
| Oceanien         | 13,29 (+ 0,6)               | Kyle Vander Kuyp                | Australien              | 11 augusti 1995                                     | Göteborg                    |
| Sydamerika       | 13,29 (- 0,4) 13,29 (+ 0,7) | Redelén dos Santos Paolo Villar | Brasilien Colombia      | 13 juni 2004 26 juli 2006                           | Lissabon Cartegna de Indias |

## Olympiska spel
| OS   | Guld                                         | Silver                                    | Brons                                    |
| ---- | -------------------------------------------- | ----------------------------------------- | ---------------------------------------- |
| 1896 | Thomas Curtis, 17,6 (OR) Förenta staterna    | Grantley Goulding, 18,0 Storbritannien    | -                                        |
| 1900 | Alvin Kraenzlein, 15,4 (VR) Förenta staterna | John McLean, 15,5 Förenta staterna        | Frederick Moloney, 15,6 Förenta staterna |
| 1904 | Frederick Schule, 16,0 Förenta staterna      | Thaddeus Shideler, 16,3 Förenta staterna  | Lesley Ashburner, 16,4 Förenta staterna  |
| 1906 | Robert Leavitt, 16,2 Förenta staterna        | Alfred Healey, 16,2 Storbritannien        | Vincenz Duncker, 16,3 Tyskland           |
| 1908 | Forrest Smithson, 15,0 (VR) Förenta staterna | John Garrels, 15,7 Förenta staterna       | Arthur Shaw, 15,8 Förenta staterna       |
| 1912 | Frederick Kelly, 15,1 Förenta staterna       | James Wendell, 15,2 Förenta staterna      | Martin Hawkins, 15,3 Förenta staterna    |
| 1920 | Earl Thomson, 14,8 Kanada                    | Harold Barron, 15,1 Förenta staterna      | Feg Murray, 15,2 Förenta staterna        |
| 1924 | Daniel Kinsey, 15,0 Förenta staterna         | Sydney Atkinson, 15,0 Sydafrika           | Sten Pettersson, 15,4 Sverige            |
| 1928 | Sydney Atkinson, 14,8 Sydafrika              | Steve Anderson, 14,8 Förenta staterna     | John Collier, 14,9 Förenta staterna      |
| 1932 | George Saling, 14,6 Förenta staterna         | Percy Beard, 14,7 Förenta staterna        | Don Finlay, 14,8 Storbritannien          |
| 1936 | Forrest Towns, 14,2 Förenta staterna         | Don Finlay, 14,4 Storbritannien           | Fritz Pollard, 14,4 Förenta staterna     |
| 1948 | William Porter, 13,9 Förenta staterna        | Clyde Scott, 14,1 Förenta staterna        | Craig Dixon, 14,1 Förenta staterna       |
| 1952 | Harrison Dillard, 13,7 Förenta staterna      | Jack Davis, 13,7 Förenta staterna         | Arthur Barnard, 14,1 Förenta staterna    |
| 1956 | Lee Calhoun, 13,5 Förenta staterna           | Jack Davis, 13,5 Förenta staterna         | Joel Shankle, 14,1 Förenta staterna      |
| 1960 | Lee Calhoun, 13,8 Förenta staterna           | Willie May, 13,8 Förenta staterna         | Hayes Jones, 14,0 Förenta staterna       |
| 1964 | Hayes Jones, 13,6 Förenta staterna           | Blaine Lindgren, 13,7 Förenta staterna    | Anatoli Mikhailov, 13,7 Sovjetunionen    |
| 1968 | Willie Davenport, 13,3 (OR) Förenta staterna | Ervin Hall, 13,4 Förenta staterna         | Eddy Ottoz, 13,4 Italien                 |
| 1972 | Rodney Milburn, 13,24 (VR) Förenta staterna  | Guy Drut, 13,34 Frankrike                 | Thomas Hill, 13,48 Förenta staterna      |
| 1976 | Guy Drut, 13,28 Frankrike                    | Alejandro Casañas, 13,33 Kuba             | Willie Davenport, 13,38 Förenta staterna |
| 1980 | Thomas Munkelt, 13,39 Östtyskland            | Alejandro Casañas, 13,40 Kuba             | Aleksandr Putjkov, 13,44 Sovjetunionen   |
| 1984 | Roger Kingdom, 13,20 Förenta staterna        | Greg Foster, 13,23 Förenta staterna       | Arto Bryggare, 13,40 Finland             |
| 1988 | Roger Kingdom, 12,98 Förenta staterna        | Colin Jackson, 13,28 Storbritannien       | Tonie Campbell, 13,38 Förenta staterna   |
| 1992 | Mark McKoy, 13,12 Kanada                     | Tony Dees, 13,24 Förenta staterna         | Jack Pierce, 13,26 Förenta staterna      |
| 1996 | Allen Johnson, 12,95 Förenta staterna        | Mark Crear, 13,09 Förenta staterna        | Florian Schwarthoff, 13,17 Tyskland      |
| 2000 | Anier García, 13,00 Kuba                     | Terrence Trammell, 13,16 Förenta staterna | Mark Crear, 13,22 Förenta staterna       |
| 2004 | Liu Xiang, 12,91 (=VR) Folkrepubliken Kina   | Terrence Trammell, 13,18 Förenta staterna | Anier García, 13,20 Kuba                 |
| 2008 | Dayron Robles, 12,93 Kuba                    | David Payne, 13,17 Förenta staterna       | David Oliver, 13,18 Förenta staterna     |
| 2012 | Aries Merritt, 12,92 USA                     | Jason Richardson, 13,04 Förenta staterna  | Hansle Parchment, 13,12 (NR) Jamaica     |
| 2016 | Omar Mcleod, 13,05 Jamaica                   | Orlando Ortega, 13,17 Spanien             | Dimitri Bascou, 13,24 Frankrike          |
| 2020 | Hansle Parchment, 13,04 Jamaica              | Grant Holloway, 13,09 USA                 | Ronald Levy, 13,10 Jamaica               |

## Världsmästerskap
| VM   | Guld                                     | Silver                                    | Brons                                    |
| ---- | ---------------------------------------- | ----------------------------------------- | ---------------------------------------- |
| 1983 | Greg Foster, 13,42 Förenta staterna      | Arto Bryggare, 13,46 Finland              | Willie Gault, 13,48 Förenta staterna     |
| 1987 | Greg Foster, 13,21 Förenta staterna      | Jonathan Ridgeon, 13,29 Storbritannien    | Colin Jackson, 13,38 Storbritannien      |
| 1991 | Greg Foster, 13,06 Förenta staterna      | Jack Pierce, 13,06 Förenta staterna       | Tony Jarrett, 13,25 Storbritannien       |
| 1993 | Colin Jackson, 12,91 (VR) Storbritannien | Tony Jarrett, 13,00 (PB) Storbritannien   | Jack Pierce, 13,06 Förenta staterna      |
| 1995 | Allen Johnson, 13,00 Förenta staterna    | Tony Jarrett, 13,04 Storbritannien        | Roger Kingdom, 13,19 Förenta staterna    |
| 1997 | Allen Johnson, 12,93 Förenta staterna    | Colin Jackson, 13,05 Storbritannien       | Igor Kovac, 13,18 Slovakien              |
| 1999 | Colin Jackson, 13,04 Storbritannien      | Anier García, 13,07 (NR) Kuba             | Duane Ross, 13,12 Förenta staterna       |
| 2001 | Allen Johnson, 13,04 Förenta staterna    | Anier García, 13,07 Kuba                  | Dudley Dorival, 13,25 (NR) Haiti         |
| 2003 | Allen Johnson, 13,12 Förenta staterna    | Terrence Trammell, 13,20 Förenta staterna | Liu Xiang, 13,23 Folkrepubliken Kina     |
| 2005 | Ladji Doucouré, 13,07 Frankrike          | Liu Xiang, 13,08 Folkrepubliken Kina      | Allen Johnson, 13,10 Förenta staterna    |
| 2007 | Liu Xiang, 12,95 Folkrepubliken Kina     | Terrence Trammell, 12,99 Förenta staterna | David Payne, 13,02 (PB) Förenta staterna |
| 2009 | Ryan Brathwaite, 13,14 (NR) Barbados     | Terrence Trammell, 13,15 Förenta staterna | David Payne, 13,15 Förenta staterna      |
| 2011 | Jason Richardson, 13,16 Förenta staterna | Liu Xiang, 13,27 Folkrepubliken Kina      | Andy Turner, 13,44 Storbritannien        |
| 2013 | David Oliver, 13,00 Förenta staterna     | Ryan Wilson, 13,13 Förenta staterna       | Sergej Shubenkov, 13,24 Ryssland         |